# Valentina Grassi
Valentina Grassi (Cividale del Friuli, 5 marzo 1989) è un'atleta paralimpica e canottiera italiana.
Tra le medaglie più importanti, Valentina Grassi ha vinto l'argento nella Coppa del Mondo del 2014 di Aiguebelette e il bronzo ai Campionati del mondo di Amsterdam 2014.
Valentina ha partecipato ai giochi paralimpici di Rio de Janeiro 2016.